# Trichocyclus pustulatus
Trichocyclus pustulatus är en spindelart som beskrevs av Christa L. Deeleman-Reinhold 1995. Trichocyclus pustulatus ingår i släktet Trichocyclus och familjen dallerspindlar.
Artens utbredningsområde är Queensland. Inga underarter finns listade i Catalogue of Life.